# 范西法姆 (肯塔基州)
范西法姆（英語：Fancy Farm）是位於美國肯塔基州格雷夫斯縣的一個人口普查指定地區。

## 人口
根據2020年美國人口普查的數據，范西法姆的面積為2.27平方千米，當中陸地面積為2.27平方千米，而水域面積為0.00平方千米。當地共有人口403人，而人口密度為每平方千米177.53人。